# Pleolophus cerinostomus
Pleolophus cerinostomus är en stekelart som först beskrevs av Johann Ludwig Christian Gravenhorst 1829.  Pleolophus cerinostomus ingår i släktet Pleolophus och familjen brokparasitsteklar. Inga underarter finns listade i Catalogue of Life.